# Première guerre ndébélé
La première guerre ndébélé (en anglais : First Matabele War) se déroule en 1893 et 1894 dans ce qui est de nos jours le Zimbabwe. Elle oppose la British South Africa Company (BSAC) au royaume des Ndébélé. Lobengula, leur roi, essaie d'éviter la guerre car ses conseillers et lui sont conscients du pouvoir destructeur des armes européennes sur les impis (régiments) ndébélé qui utilisent l'attaque en masse. Lobengula rassemble 80 000 lanciers et 20 000 fusiliers armés de fusils Martini-Henry, armes modernes pour l'époque, mais mal utilisées faute d'une formation adéquate.
La British South Africa Company ne dispose pas de plus de 750 hommes, enrôlés dans la British South Africa Police, auxquels s'ajoutent un nombre indéterminé de volontaires coloniaux et 700 alliés Tswana. Cecil Rhodes, Premier ministre de la colonie du Cap, et Leander Starr Jameson, administrateur du Mashonaland, tentent eux aussi d'éviter l'affrontement afin de ne pas obérer la confiance quant à l'avenir du territoire. Les choses se compliquent lorsque Lobengula approuve un raid visant à récupérer de force le tribut dû par un chef shona dans le district de Fort Victoria, ce qui entraîne inévitablement un affrontement avec la BSAC.

## Prémices

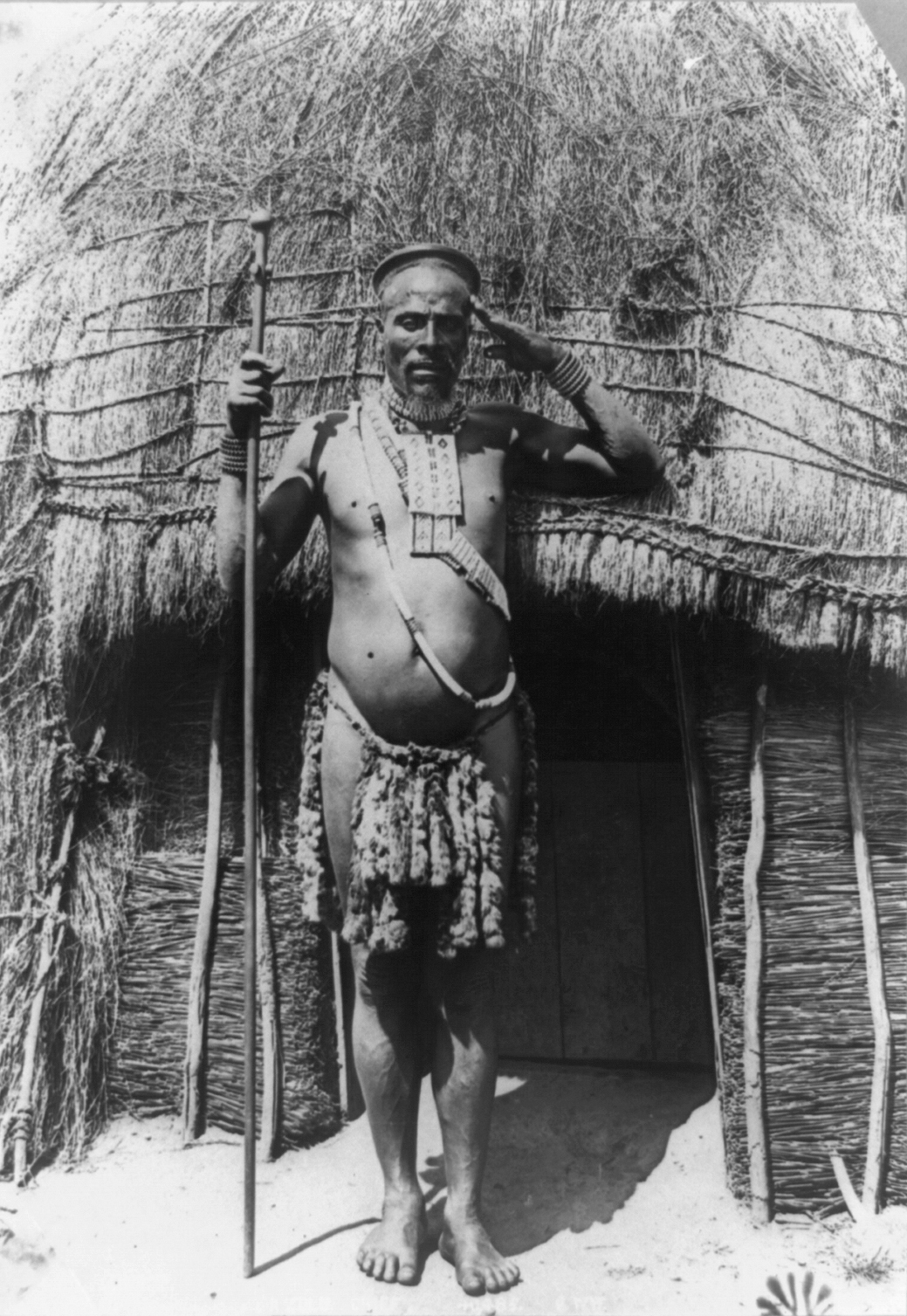
Un habitant de Bulawayo, en 1890.

Le gouvernement britannique accorde, en 1889, une charte royale à la British South Africa Company lui concédant la gestion du territoire s'étendant du Limpopo au Zambèze. Cecil Rhodes, le fondateur de la BSAC, fort de cette royale permission, y envoie la « colonne des pionniers », un groupe de colons, protégés par la police bien équipée de la BSAC, la British South Africa Police (BSAP), et guidés par le célèbre chasseur et explorateur Frederick Selous. Les colons s'enfoncent à travers le Matabeleland dans le territoire des Shona pour établir Fort Salisbury (actuelle Harare).
Tout au long de 1891 et 1892, Lobengula, dirigeant des Ndébélé, s'assure que ses raids épargnent le Mashonaland (le territoire shona), empêchant ainsi d'éventuels affrontements entre ses jeunes et zélés commandants et les colons blancs. Cependant, en 1893, un chef du district de Victoria, nommé Gomara, refuse de prêter allégeance, affirmant être désormais sous la protection des lois des colons. Afin de sauver la face, Lobengula est contraint d'envoyer plusieurs milliers de guerriers pour amener son vassal à résipiscence. Les hommes du roi détruisent plusieurs villages et tuent beaucoup de leurs habitants. Cela est inhabituel car, en la matière, il était courant d'enlever les femmes et les hommes d'âge approprié et de tuer tous les autres. La BSAC estime devoir intervenir car elle commence à perdre la confiance des populations locales qui se plaignent de ne recevoir aucun soutien face à ces raids. La compagnie demande aux assaillants de quitter les lieux immédiatement. Ils refusent et un affrontement s'ensuit, qui fait quarante victimes chez les Ndébélé, qui se retirent alors. Le roi Lobengula avait donné un sévère avertissement à ses hommes quand ils avaient commencé le raid : « Si vous versez une goutte du sang des hommes blancs lors de ce raid dans le Mashonaland, vous serez tués à votre retour. »

## Débuts de la guerre

L'Union Jack.

Drapeau de la British South Africa Corporation.

Durant un peu plus de deux mois, entre août et octobre, Jameson et Rhodes, qui réside au Cap, correspondent et envisagent la manière de rassembler des troupes en vue de l'invasion du Matabeland. Une fois la chose décidée, les colonnes armées de la BSAP convergent depuis Fort Salisbury et Fort Victoria et font jonction à Iron Mine Hill, au centre du pays, le 16 octobre 1893. Il y a là sept cents hommes, commandés par le Major Patrick Forbes, équipés de cinq mitrailleuses Maxim. Les troupes de Forbes se mettent en mouvement vers la capitale royale du roi des Ndébélé, Bulawayo, au sud-est du pays. Une force additionnelle de sept cents Tswana, commandée par Khama III, le plus puissant dirigeant des Ngwato et fidèle allié des Britanniques, marche sur Bulawayo en provenance du sud. L'armée ndébélé se mobilise pour empêcher Forbes d'atteindre la ville et engage la colonne par deux fois. Le 25 octobre, 3 500 guerriers attaquent les forces britanniques près de la rivière Shangani. Les troupes de Lobengula sont bien entraînées et excellentes selon les normes africaines du moment, mais les mitrailleuses Maxim, qui n'avaient jamais été utilisées en situation de guerre jusqu'à ce moment, dépassent toutes les espérances des britanniques et, selon un témoin, « fauchent les assaillants comme de l'herbe. » Au moment où les Ndébélé se retirent, ils déplorent 1 500 morts, contre quatre pour l'autre partie.
Une semaine plus tard, le 1er novembre, 2 000 tirailleurs et 4 000 guerriers attaquent Forbes à Bembezi, à une quarantaine de kilomètres au nord-est de Bulawayo mais, là encore, ils ne peuvent faire face à la puissance de feu britannique ; environ 2 500 Ndébélélé sont tués. Dès qu'il apprend le résultat de la bataille de Bembezi, Lobengula fuit Bulawayo et, conformément à la coutume, il incendie la ville royale. Le grand entrepôt contenant l'or, l'ivoire et les autres richesses est détruit, et le dépôt de munitions explose,. Les flammes s'élèvent encore lorsque les Britanniques entrent en ville le lendemain ; ils s'établissent dans le « camp de l'homme blanc » et arborent le drapeau de la compagnie ainsi que le drapeau britannique, l'Union Jack, qu'ils clouent sur un arbre. La reconstruction de Bulawayo commence dès que les flammes s'éteignent, et une nouvelle ville, gérée par la compagnie, se dresse sur les ruines de l'ancienne résidence de Lobengula.

## Destruction de Bulawayo
La colonne de Khama III, venant du sud, atteint la rivière Tati, puis elle remporte une victoire, près de la rivière Singuesi, le 2 novembre. Des éclaireurs avancés de la force coloniale, dont Frederick Burnham et Frederick Selous, rejoignent Bulawayo le même jour, et ils voient Lobengula mettre le feu à son arsenal mais ne peuvent le faire prisonnier. La ville, faite essentiellement d'habitations construites en bois recouvert de terre crue, est presque entièrement détruite. Le 3 novembre, la compagnie venue de Victoria au Mashonaland atteint Bulawayo avec, à sa tête, Leander Jameson et Sir John Willoughby. À ce moment, Lobengula et ses guerriers sont en passe de traverser le Zambèze. Une proposition de reddition lui est faite, mais aucune réponse ne parvient. La colonne venue de Salisbury arrive à Bulawayo et, le 13 novembre, Patrick Forbes se lance à la poursuite du roi Lobengula.

## Patrouille de la Shangani
Les poursuivants sont retardés par les routes difficilement praticables et les pluies violentes, et ils ne rejoignent Lobengula que le 3 décembre. Le Major Allan Wilson, à la tête de trente-quatre hommes, ce qu'on appelle la « patrouille de la Shangani », traverse la rivière Shangani et bivouaque près du campement de Lobengula. Durant la nuit, la rivière grossit et, au petit matin, les hommes de Wilson sont encerclés par les Ndébélé. Trente et un hommes sont tués ; seules trois personnes, les éclaireurs américains Frederick Russell Burnham et Pearl « Pete » Ingram, ainsi qu'un Australien nommé Gooding, en réchappent, ayant retraversé la rivière pour chercher des renforts auprès de Forbes qui, lui-même engagé dans des combats sur la rive où il se trouve, ne peut se porter au secours de la patrouille.

## Défaite des Ndébélé

### Mort de Lobengula et reddition desizinDuna

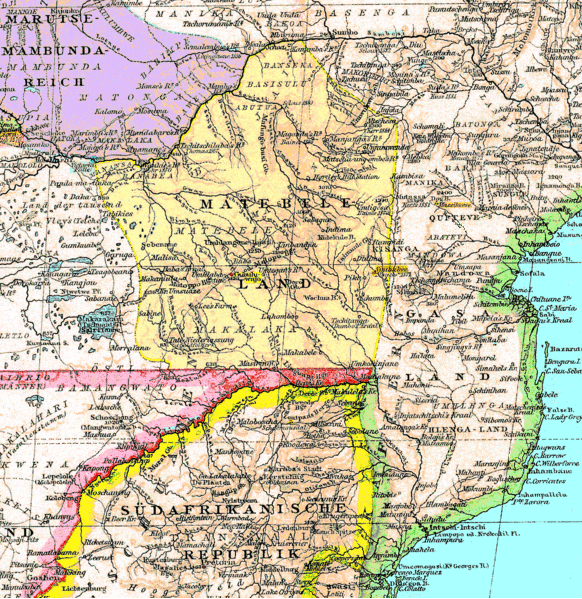
Le Matabeleland en 1887.

Lobengula meurt de la variole le 22 ou 23 janvier 1894,. Pendant ce temps, les guerriers ndébélé succombent peu à peu face à la puissance de feu britannique. Peu après la mort du roi, les izinDuna (conseillers du roi) se soumettent à la British South Africa Company. Plus tard, la compagnie est mise en cause devant la Chambre des communes du Royaume-Uni, accusée d'avoir provoqué les Ndébélé afin de sécuriser son territoire. Après enquête, Lord Ripon, le Secrétaire d'État aux Colonies, disculpe la BSAC.

### Caisse de pièces d'or de Lobengula
Après la fin de la guerre, l'un des izinDuna de Lobengula déclare que, juste avant que la colonne de Forbes n'atteigne la Shangani, le 3 décembre 1893, le roi avait tenté d'acheter les pionniers. Selon ses déclarations, deux messagers Ndébélé, Petchan et Sehuloholu, avaient reçu un coffret rempli de souverains d'or, et avaient été chargé d'intercepter la colonne avant qu'elle atteigne la rivière. Ils devaient dire aux Blancs que le roi avait admis sa défaite et offrir cet argent en guise de tribut si la NSAP rebroussait chemin. « L'or est la seule chose qui arrêtera les Blancs », aurait dit Lobengula. Petchan et Sehuloholu auraient atteint la colonne le 2 décembre 1893 et auraient donné l'argent et le message à deux hommes de l'arrière-garde. Aucun des hommes de la colonne n'a confirmé cela, mais les autorités de la compagnie ont pensé qu'il était peu probable que les Ndébélé aient inventé cette histoire. Deux ordonnances ont été accusés d'avoir accepté l'or, de l'avoir gardé pour eux et de ne pas avoir transmis le message. Les preuves contre eux n'étaient guère concluantes, mais ils ont été reconnus coupables et condamnés à quatorze ans de travaux forcés. Ils ont cependant été libérés au bout de deux ans puis les condamnations ont finalement été annulées sur la base d'une réévaluation des preuves par l'équipe juridique du Haut Commissaire. La vérité n'a jamais été connue de manière certaine.

## Suites de la guerre
La main de Cecil Rhodes est derrière tout ce qui se passe dans la région, à tel point que le territoire de la compagnie reçoit le nom de « Rhodésie » le 3 mai 1895. Durant cette année il y a une grande activité économique au Matabeleland, avec la vente de stands, des parcelles vendue à prix élevé à Bulawayo. Neuf mois après la reconstruction de cette ville, on y compte 1 900 colons et plus de 2 000 prospecteurs impliqués dans la prospection et l'exploitation des champs aurifères. Une nouvelle compagnie, l'African Transcontinental Company, est fondée sous les auspices du colonel Frank Rhodes, le frère de Cecil, avec comme objectif de relier Le Cap au Caire par le train. Le chemin de fer venant du Cap passe par Mafeking et rejoint Bulawayo en 1897. La ligne de la côte orientale qui connecte Salisbury (Harare) à Beira, au Mozambique, à l'époque sous contrôle portugais, est achevée en 1899.

## Mitrailleuses Maxim

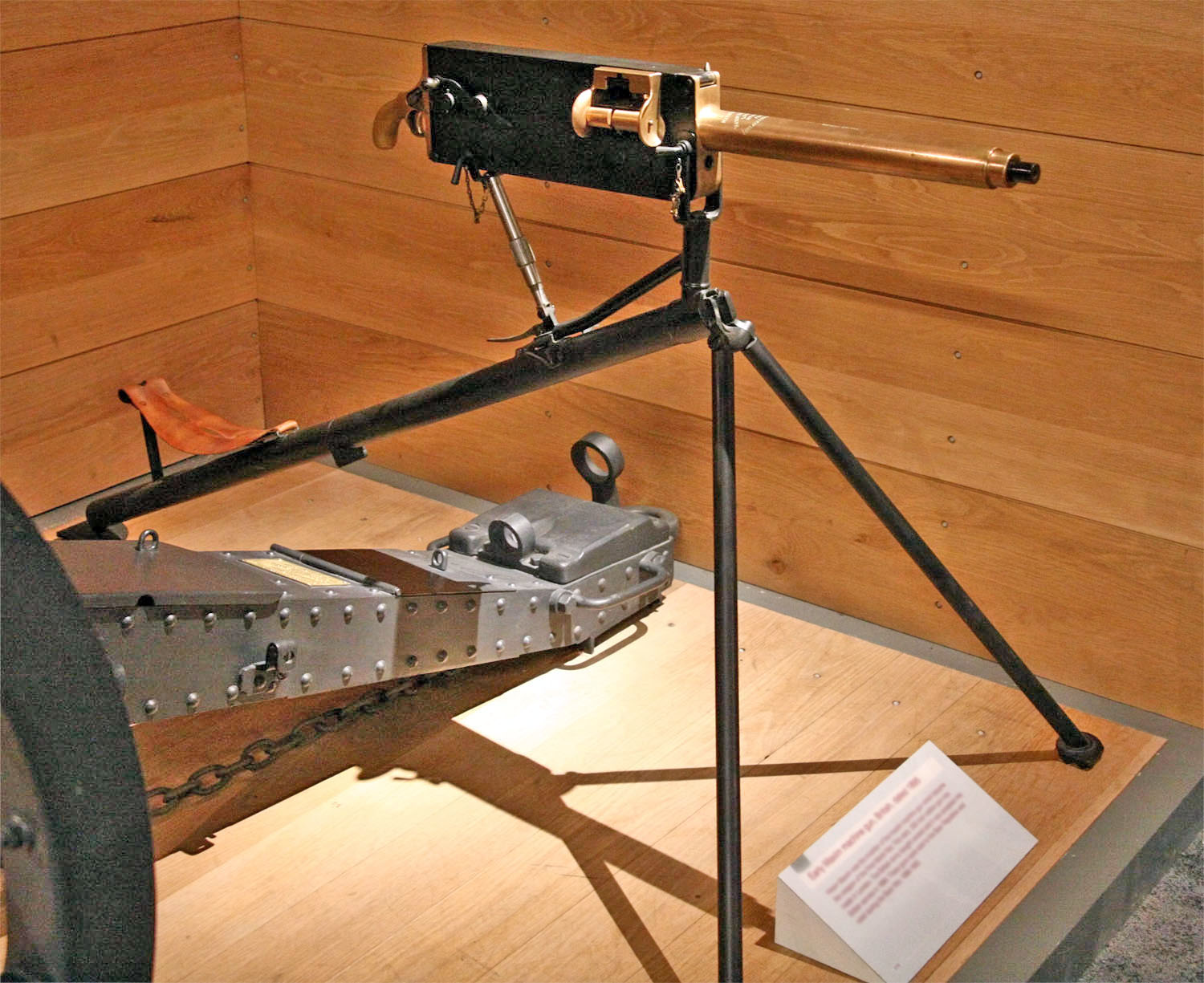
Mitrailleuse Maxim, modèle 1895.

Cette guerre est la première occasion pour les Britanniques d'utiliser les mitrailleuses Maxim durant un conflit. Elles font preuve de leur impact décisif. Dans des conditions peu optimales, terrains montueux ou végétation dense qui offrent peu de lignes de tir, les Maxim n'ont que peu d'intérêt. Mais, sur le plan psychologique, elles ont un impact considérable. Elles génèrent la peur chez les Ndébélé et confèrent à la British South Africa Police une réputation d'invincibilité. Ainsi, en un seul engagement, cinquante soldats équipés de quatre mitrailleuses Maxim mettent hors de combat 5 000 guerriers ndébélé.[réf. souhaitée]